# McGruff
McGruff the Crime Dog (en español, McGruff el perro del delito; en Chile, Don Graf) es un sabueso antropomorfo de dibujos animados, creado por la agencia Saatchi & Saatchi, encargado por el Ad Council para el National Crime Prevention Council (Consejo Nacional para la Prevención del Delito) que usaba la policía estadounidense en campañas de prevención de la delincuencia entre los niños.[cita requerida]

## Creación
Debutó en la agencia Dancer Fitzgerald Sample en julio de 1980. El personaje fue creado por John Young. Su lema, «¡Dale un mordisco a la delincuencia!», fue inventado por Jack Keil que además hizo la voz de McGruff durante muchos años. Tras dos años de emisión se hizo un concurso por todo el país para darle nombre al personaje. La opción que se presentó más veces fue "Sherlock Bones". Otras posibilidades fueron "J. Edgar Dog", "Sarg-dog" y "Keystone cop Dog". El nombre ganador, McGruff el perro del delito, fue presentado por un agente de policía Nueva Orleans. En algunos de anuncios McGruff aparece con su sobrino "Scruff".

## Mensajes
El perro McGruff llega a los niños a través de anuncios, canciones, vídeos educativos y folletos del consejo nacional para la prevención del delito, hablando las drogas, el acoso escolar, seguridad y la importancia de permanecer en la escuela. Recientemente, McGruff ha aparecido en comerciales que abordan el robo de identidad. El personaje se utiliza a menudo con su lema  «¡Dale un mordisco a la delincuencia!». También se presenta a los niños en actuaciones presenciales, tanto como títeres (de uso frecuente en las aulas) y como por agentes de policía disfrazados del personaje. En un anuncio de 1990 Ralph Edwards apareció para conmemorar el 10 º aniversario de McGruff en un anuncio del tipo Esta es su vida.
En 2005 se lanzó una nueva campaña de advertencia del robo de identidad en su 25.º aniversario.

## Casas y camiones de McGruff
Una casa de McGruff es una casa señalada con un logotipo de McGruff que indica que se trata de un refugio seguro para los niños que se sienten en peligro. La primera casa de McGruff se inauguró en Utah en 1982, y en la actualidad hay alrededor de 700 programas de casas de McGruff en todo Estados Unidos. El programa es similar a uno que hubo en la década de 1970 en el que se colocaba la imagen de una mano roja en la ventana de las casas de vecindad que proporcionaban refugio.
De forma similar existe un programa gubernamental de camiones cuyos ocupantes portan una calcomanía identificativa que indica que es alguien con quien los niños pueden contactar si se sienten en peligro, se pierden, o les angustia cualquier otra cosa.